# Blauwkeelsaffierkolibrie
De blauwkeelsaffierkolibrie (Chlorestes notata; synoniem: Chlorostilbon notatus) is een vogel uit de familie Trochilidae (kolibries).

## Verspreiding en leefgebied
Deze soort komt voor van Colombia tot oostelijk Brazilië en het Amazonebekken en telt drie ondersoorten:
- C. n. notata: van noordoostelijk Colombia en Venezuela via de Guiana's tot oostelijk Brazilië, Trinidad en Tobago.
- C. n. puruensis: noordwestelijk Brazilië, zuidoostelijk Colombia en noordoostelijk Peru.
- C. n. obsoleta: Ucayalirivier (noordoostelijk Peru).